# 三嶋敏裕
三嶋 敏裕（みしま としひろ、1967年 - ）とは、バラエティ番組を中心に活動する日本のディレクター、放送作家、コメンテーターである。

## 代表作

### 現在の担当番組
- 演歌でワッショイチバテレビ（構成）
- 歌謡最前線テレビ埼玉（構成・演出）

### 過去の担当番組
- まっ昼ま王 (テレビ朝日)
- テリー伊藤のパチンコに逢いたい
- 深夜水族館
- クラブ ビートマンマーケットにてショー演出
- 第1回 いいわけ大賞 (テレビ朝日 ザ・スーパーサンデー)
- 年越し特番 テレビの力　グランドフィナーレ
- ウンナンのホントコ：Ｅメール恋愛
- サプライズ
- TVウォーカー：最強ミスキャンパス決定戦
- 浪花いてまえ教習所
- 芸能人-秘-パーティー
- いまどき娘とハッスルおやじ
- アッコにおまかせ
- 特ネタにっぽん宝島
- 宝島の地図
- 東京ジモティ
- W杯サッカーニュース
- こたえてちょーだい
- 本性解読ラボ　心理GUN
- 事件の最前線！直撃24時
- ホントにあったお水の花道
- ラブちぇん
- 熱血警官24時
- マネースポーツ（構成）
- 三竹占い
- 所さんのアウトORセーフ
- メレンゲの気持ち
- カルチャーSHOwQ〜21世紀テレビ検定〜
- ハーフタイム (テレビ番組)TOKYOMX（奥さまアナリストとして出演）

### CM
- ヒーリーズ
- コカ・コーラ ニュージェネレーションアーティスト
- ドラソナ.TV
- エアロビーVP
- コカ・コーラ公式WEBサイト：北島康介インタビュー
- アクエリアス 石川遼バイラルムービー

### 出演
- さりげな教習所（BSフジ）(ポニーキャニオンからDVD発売中)